# Chrysosyrphus nasuta
Chrysosyrphus nasuta là một loài ruồi trong họ Ruồi giả ong (Syrphidae). Loài này được Zetterstedt mô tả khoa học đầu tiên năm 1838. Chrysosyrphus nasuta phân bố ở vùng Cổ Bắc giới